# Junta Suprema Militar Carlista
La Junta Suprema Militar Carlista se formó en marzo de 1936 con el objetivo de desencadenar una sublevación armada del requeté contra la República Española. Su cuartel general estuvo situado en la localidad francesa de San Juan de Luz, a poca distancia de la frontera española. No obstante, desde su formación la Junta Suprema mantuvo una posición bastante aislada respecto al resto de fuerzas sublevadas.
La formó Manuel Fal Conde con el beneplácito del pretendiente carlista Javier de Borbón-Parma y en ella formaban parte militares en activo y en la reserva, como el general Muslera, el teniente coronel Baselga, el capitán Justo Sanjurjo y el inspector de las milicias carlistas, el teniente coronel Rada. Su plan de insurrección preveía insurrecciones del Requeté en Andalucía y Castilla en una maniobra de distracción mientras los más numerosos requetés de Navarra, País Vasco, Cataluña y Valencia marcharían amparados en la confusión hacia Madrid. El liderazgo de las operaciones estaría bajo el mando del general Sanjurjo, que además se convertiría en el futuro jefe de un gobierno de transición previo a la restauración de la monarquía. El plan fue descubierto por las autoridades republicanas y se detuvo a numerosos implicados, por lo que el plan fue abandonado y los carlistas se sumaron a la sublevación que estaban preparando los militares dirigidos por el general Mola. 
A pesar de las reticencias iniciales mostradas por la Junta Suprema, Sanjurjo los logró convencer de que se unieran a la conspiración.